# 魔王
魔王，恶魔、魔物的王，魔族、魔界、魔国的君王。

## 概要
原本是佛教用语，指存在於六道輪迴的第六天（也稱為他化自在天），妨礙修行之人的“第六天魔王波旬”。後來在其他的神話與傳說中，漸漸的演變成邪惡神格的頂點，或是指惡魔、怪物、妖怪等的頭目稱呼。作為尊稱時，也有「大魔王」的用法。在日本則常是基督教中的撒但的譯名。有時候也稱作「魔王撒但」。相當於英語中的the Devil或Archenemy。

## 世俗的用法
以日本為例，「魔王」主要用於比喻擁有壓倒性的權力或暴力之人，也用於擁有與常人不同的優秀才能或能力之人。在留日傳教士路易斯・弗羅伊斯的記載中，織田信長曾經自稱為第六天魔王（以揶揄武田信玄）。同樣在日本，北一輝也被大川周明指責為「單眼魔王」。還有，在特定的領域中知道的非常詳細，或是因極端的言行而引人注目的人物，有時也故意會用「~~魔王」「~~大魔王」來稱呼揶揄之。

## 神話傳說的魔王
- 伊斯蘭教 - 伊布力斯（إبليس Iblīs）
- 基督教 -撒但
- 瑣羅亞斯德教 - Vendidād中（指驅邪的儀式或書本等等）的七大魔王。
- 佛教 - 天魔（梵語māra、他化自在天、第六天魔王）
- 羅摩衍那（印度教） - 羅波那

## 虛構作品的魔王
在幻想小說，被稱為惡魔、魔物、妖魔、魔族等屢屢傷害人類的種族中，有很多被稱為魔王大人而代表其勢力的頂點。特別是在20世紀後，隨著媒體的發達與作品量的增加，產生了大量的魔王。在獎善懲惡的作品中，主要是作為應該被打倒的一方，惡的象徵，而也有不同立場的作品，如魔王會成為主角的同伴，或是主角為魔王的側近，甚至主角就是魔王等等的作品。隨著作品的不同，有的魔王也升級成為「大魔王」、「冥王」、「魔神」等等的地位。
影射魔王與神（邪神）之間的善惡論。
其中也有以美少女，美少年形式登場的魔王。
嘲諷或搞笑。（如魔法氣泡，魔界戰記）

## 脚注
1. ↑  山北篤、佐藤俊之監修『悪魔事典』新紀元社 2000年 ISBN 4-88317-353-4
2. ↑  日本国語大辞典第二版編集委員会・小学館国語辞典編集部編『日本国語大辞典』第二版、小学館、2000年12月 - 2002年12月